# Золотаревские

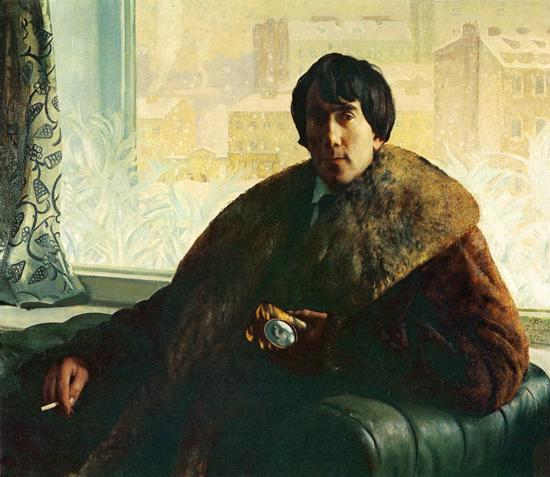
Золотаревский Исидор Самойлович (1885—1961) — архитектор и скульптор. Портрет Б. М. Кустодиева. 1922 г. ГТГ

Золотаревские — русские дворянские роды. Существует несколько версий происхождения фамилии. Происходит из центральных и западных областей древнерусского государства и входит в число старинных славянских фамилий. В настоящее время Золотаревские проживают на территории России, Украины, в Израиле и других государствах мира.
В XVIII веке в России выходили Адрес-календари, которые официально фиксировали большую группу людей по признаку их принадлежности к категории государственных служащих. Круг людей, зафиксированных Адрес-календарями принято называть чиновничеством. Применительно к русскому XVIII веку, в сословном отношении, оно и состояло из дворян. В Адрес-календари попадали только чиновники, имевшие классные чины по Табели о рангах. Таким образом, это были лица трех категорий: личные дворяне, чиновники, получившие потомственное дворянство за выслугу и собственно выходцы из потомственных дворян.

## Известные представители рода
- Золотаревский Яков Иванович. Принадлежал к категории государственных служащих. Зафиксирован в Адрес-календарях 1777-1796 гг., стр. 243 в Списках русского служилого дворянства второй половины XVIII века, составленных по данным Адрес-календарей.
- Золотаревский Петр Иванович. Дворянин. Попечитель хлебных запасных магазинов г. Верхнеднепровска Екатеринославской губернии. Коллежский секретарь уездного суда в числе дворянских заседателей. Зафиксирован в Адрес-календаре лиц служащих в губернии на 1860, 1864 гг.
- Золотаревский-Каверзнев И. О. Дворянин Кременчугского уезда в м. Омельник. Коллежский регистратор в дворянской опеке.
- Золотаревский Семен Лаврович. Дворянин. г. Полтава, Екатерининская ул. 41. Министерство внутренних дел, губернское присутствие.
- Золотаревский Борис Львович (г. Киев, ул. Пушкина 3а). 1912 г. — Уманский окружной суд, 1913 г. — Киевский окружной суд.
- Золотаревский, Николай Иванович [1] (1910-1981) -  советский и российский военачальник, инженер-строитель, начальник Главного управления специального строительства при Министерстве монтажных и специальных работ СССР (Главспецстрой, 1956—1981), генерал-полковник (30 октября 1978). Участник Великой Отечественной войны.

Ниже приводятся сохранившиеся архивные данные о дворянских владениях на территории Курской губернии. В 70—80 годы XIX века на территории Крестищенского сельсовета Курской губернии имели земельную собственность следующие чиновники:
Золотаревский, титулярный советник, — 198 десятин.
Золотаревская, жена титулярного советника, — 197 десятин.
Титулярный советник — чиновник 9 класса, соответствовал штабс-капитану. До революции считалось: помещики, имевшие до 100 десятин земли, являлись бедными (мелкими), от 100 до 500 десятин — средними, а свыше 500 десятин — богатыми (крупными).

## История
Одним из начинателей становления фамилии является Василий Золотаренко нежинский полковник, ставший им в 1653 г. Откуда были родом Золотаренко — не известно; очень может быть, что из Корсуня, куда отвезли тело его брата для похорон; но мать Золотаренков в 1655 г. жила в Нежини, где вместе со старшим сыном, строила церковь. При завоевании Белоруссии в 1654-55гг., Иван Золотаренко, старший брат Василия предводительствовал с званием наказного гетмана, козачьим отрядом, находившимся в составе русского войска, и заслужил при этом особую милость царя: в сентябре 1654 г., Золотаренку дана была грамота на м. Батурин, «совсеми належащими угодий и селы», а в августе следующего года просил он у царя ещё три мистечка: Борзну и Глухов для себя и м. Мену для брата Василия; в Борзни по видимому, было отказано, а Глухов дан; дана была и Мена Василию Золотаренку.
Но вслед за этим Иван Золотаренко при осаде Старого Быхова был ранен и там же от раны, умер. Тело Золотаренко привезено было сначала в Нежин, а потом отвезено в Корсунь, где и похоронено после описанного Самовидцем, пожара церкви, где отпевали Золотаренко, в день Рождества Христова. «И як той огонь погас, тот труп недогорелый Ивана Золотаренка брат его узял в двор свой и знову в новую домовину.вложил и ведлуг своего уподобаня отправовал погреб, зробивши катафалк у (церкви) Рождества Христова, але и там подвокротне загорувался, поколя скончили тот погреб».
Случившиеся при погребении Ивана Золотаренко пожары, облекли его смерть в целую легенду. Преемником Ивана Золотаренко был брат его Василий Золотаренко, поставленный полковником повидимому, ещё при жизни старшего брата. Однако же Васюта, как обыкновенно звался младший Золотаренко, пробыл на полковничестве не долго и в начале 1656 года, его заменил Григорий Гуляницкий. Из Нежина поляки были изгнаны в сентябре, а вслед за их изгнанием и Гуляницкий перестал быть полковником. На его место полковником стал вторично, Василий Золотаренко.
Золотаренко находился в полном единении с партиею Выговского, который и не забыл о нём, когда выпрашивал у короля нобилитацию некоторым из своих сторонников; нобилитован был в июне 1659 года, и Василий Золотаренко — Злотаревский. — «Уважаючи дела рыцерские Василя Золотаренка, рицера з войска Запорожского, на инстанцию (ходатайство) вельможного гетмана тих же войск Запорожских, до клейноту шляхетства польского приймуем и уже от сего часу Злотаревским зватися будет…» сказано в нобилитации. Но Золотаренко пренебрег и шляхетством, когда научаемый Цюцюрою и протопопом Адамовичем, увидел возможность снова стать Нижинским полковником, воспользовавшись отлучкою Гулянйцкого в Корсунь. Гуляницкий, как сторонник Выговского, был с полковничества смещен, а вместо него полковником стал Золотаренко. — На этот раз Василий Золотаренко пробыл полковником четыре года, с осени 1659 года до осени 1663 года.